# Bunuri mobile din domeniul artă plastică clasate în patrimoniul cultural național al României aflate în județul Dâmbovița
Acestă listă conține bunurile mobile din domeniul artă plastică clasate în Patrimoniul cultural național al României aflate la momentul clasării în județul Dâmbovița.

## Tezaur
| Foto | Informații generale                                                      | Detalii tehnice | Descriere | Deținător                                                | Legături |
| ---- | ------------------------------------------------------------------------ | --- | --- | -------------------------------------------------------- | -------- |
|      | Maica Domnului cu Pruncul - Stăpâna Îngerilor Autor: Constantinos zugrav | Datare: 1697-1698 Școală: Cultură medievală românească Dimensiuni: 1250 x 885 mm Material: lemn, tempera; pictură                                                 | Icoana provine din ansamblul iconostasului Bisericii Domnești din Târgoviște și a fost comandată de voievodul Constantin Brâncoveanu zugravului grec Constantinos, așa cum confirmă inscripția din partea inferioară a icoanei. Pereche cu icoana „Deisis”, nr. inv. 71/25205/3. | Complexul Național Muzeal „Curtea Domnească”, Târgoviște | Cimec    |
|      | Deisis                                                                   | Datare: 1697-1698 Școală: Cultură medievală românească Dimensiuni: 1250 x 885 mm Material: lemn, tempera; pictură                                                 | Icoana provine din ansamblul iconostasului Bisericii Domnești din Târgoviște și a fost comandată de voievodul Constantin Brâncoveanu zugravului grec Constantinos, așa cum confirmă inscripția din partea inferioară a icoanei. Pereche cu icoana „Maica Domnului cu Pruncul-Stăpâna Îngerilor”, nr. inv. 71/25205/2. | Complexul Național Muzeal „Curtea Domnească”, Târgoviște | Cimec    |
|      | Nunta din Cana; Schimbarea apei în vin                                   | Datare: sf. sec. XVIII - înc. sec. XIX Dimensiuni: L: 15,8 cm; La: 11,4 cm: Gr: 0,22 cm Material: xilogravură; dăltiță                                            | Placă de gravură, realizată din lemn, înfățișează o scenă religioasă „Nunta din Cana” - momentul schimbării apei în vin. Din punct de vedere iconografic, această scenă nu reprezintă toate detaliile descrise de apostoli în Noul Testament. Astfel, întreaga scenă se desfășoară într-un interior deschis prin intermediul a trei arcade (doar cea mediană fiind redată în întregime) sprijinite pe doi stâlpi - spre exterior, unde se observă schițat un peisaj colinar, un grup de trei personaje (unul ținând o făclie ce arde ca o stea) care urmează o stea luminoasă (de la aceasta pornesc trei raze) și o serie de steluțe care sugerează lăsarea nopții. Datorită reprezentării sumare această zonă contrastează și în același timp echilibrează compozițional întreaga scenă, cu partea inferioară unde se desfășoară acțiunea. Central, în picioare, este înfățișat Isus, cu nimb, situat înaintea mesenilor între două vase pline cu lichid (în vasul din stânga este un lichid prin care se vede, deformat, materialul vasului - apă, iar în cel din dreapta un alt lichid cu transparență redusă - vin). Isus desculț învăluit în drapajul simplu cu pliuri ample care îi subliniază trupul hieratic, este reprezentat spre vasul din dreapta pe care îl binecuvântează cu ambele mâini. Poziția lui Hristos împarte zona interioară a compoziției în două părți inegale. Astfel la masă în partea dreaptă sunt reprezentate două personaje (unul feminin cu capul acoperit - mireasa, iar celălalt masculin ținând cana în dreptul pieptului - nașul) care au în față o pâine, o farfurie și o ulcică. În partea cealaltă a mesei sunt redate trei personaje (unul masculin cu barbă stufoasă, stingher, cu mâinile pe masă, alt personaj masculin cu o barbă mai mică, îndreptat spre personajul feminin - reprezentat parțial - dinspre stânga) care au în față patru farfurii, două ulcele și două bucăți de pâine. Pardoseala reprezentată rapid prin intermediul expresivității liniei, prezintă, trasate de meșterul MO, câteva umbre situate în dreptul vaselor și al picioarelor lui Iisus. | Complexul Național Muzeal „Curtea Domnească”, Târgoviște | Cimec    |
|      | Sfântul Grigorie Teologul                                                | Datare: mijl. sec. XIX Dimensiuni: L: 26,7 cm; La: 15,4 cm: Gr: 0,21 cm Material: gravură; lemn; xilogravură; ac; dăltiță                                         | Caractere chirilice. Placă de gravură realizată din lemn înfățișează o scenă religioasă „Sf. Ierarh Grigorie Teologul”. Iconografic, Sf. Grigorie este reprezentat în picioare, în mijlocul unui peisaj cu vegetație exotică (cu palmieri ș.a.), în veșminte arhierești, felonul (decorat cu motivul crucii cu brațele egale și reprezentate aproape ca o floare cu patru petale), peste felon poartă orarul arhieresc (este decorat cu motive vegetale și cruci mari) și bedernița (care este situată pe piciorul drept), în mâna stângă ține Sfânta Scriptură (reprezentată cu o cruce în mijloc, cu colțuri ferecate și cu linii orizontale paralele), iar cu mâna dreaptă binecuvântează, pe sub felon se pot vedea: epitrahilul cu cicuri (decorat cu motive vegetale și două cruci stilizate), stiharul (lung lăsând la vedere vârful picioarelor). Este redat matur, între două vârste, cu barbă și mustață. Deoparte și de alta a Sfântului sunt reprezentate, pe mai multe trepte diferiți arbuști și copaci (palmieri). În dreptul capului se desfășoară, pe un fond decorat cu linii orizontale aproape paralele inscripția - în oglindă - gravată astfel pentru a putea fi citită în momentul tipăriri pe hârtie. | Complexul Național Muzeal „Curtea Domnească”, Târgoviște | Cimec    |
|      | Sfânta Treime (Cina de la Mamvri)                                        | Datare: Ante 1688 Școală: Țara Românească Dimensiuni: 93 x 61,5 x 4 cm Material: tempera pe lemn                                                                  | Sfânta Treime sau Cina de la Mamvri este icoana de hram a Bisericii Sfânta Treime din Corbii Mari Jud. Dâmbovița. Documentar se cunoaște câ actuala bisericâ a fost ridicatâ de Dumitrașcu Corbeanu, mare Paharnic cu soția sa Tudosca (rudăcu domnitorul Grigore Ghica) în vremea lui Constantin Brâncoveanu (1688 - 1714) pe locul unei biserici mai vechi ce servea drept paraclis caselor boierilor Corbeni. Luat in ansamblu icoana constituie o realizare de excepție a picturii muntenești din secolul XVII. Stilistic ea poate fi incadrată ante 1688, pentru o vechime mai mare pledează modul de preparare al panoului, cu rama lată, marginită de ciubuce, procedeu frecvent în Țara Românească până către jumătatea secolului XVII – ultimile icoane din această serie fiind cele de la Bajești (Jud. Argeș) opera lui Tudoran Zugravul, 1668 – 1669. schema compozițională este redusă la redarea celor trei ingeri – a Ipostazelor Dumnezeirii – așezați la masă (fără a fi prezenți Avraam și Sara) în fundal se proiectează pe fondul de aur al icoanei arhitecturi stilizate după tipic; forma stejarului și mișcarea velum-ului țin de o tradiție mai veche în prezentare, creând prin asocierea lor un echilibru stabil al compoziției. Cea mai reușită realizare a picturii este redarea celor trei ingeri într-o compoziție armonioasă, poziția corpurilor, înclinarea capetelor și mișcarea mâinilor înscriindu-se într-un cerc – o formă geometrică perfectă – aluzie evidentă la unitatea celor trei Ipostaze: Dumnezeu Tatăl, Fiul și Duhul Sfânt. Măiestria zugravului reiese și din realizarea chipurilor celor trei ingeri. Ele exprimă frumusețe, seninătate dar și o forța concentrată. Siluetele lor înalte cu capetele mici amintesc vag de pictură moldovenească din epoca Movileștilor, cu desenul fin, miniatural al figurilor și cu modeleul realizat cu treceri nuanțate de la brun la ocru deschis. Aceeași măiestrie al zugravului o regăsim în perfecta știință de drapare a veșmintelor, cutele acestora fiind executate cu nuanțe mai deschise sau mai închise din aceeași culoare – cu roșu și verde măsliniu – lăsând să se întrevadă forma corpurilor, accentuându-le mișcarea sau sbliniindu-le poziția. Decorul vegetal fin, realizat miniatural, prezent pe fațadele edificiilor din fundalul scenei, amintește și el, ca de altfel întreaga compoziție a scenei de „ambianța Suceviței”. Chiar și scrierea – forma alungită a literelor și îmbinarea lor – poate fi considerată tot o influență moldovenească, influența care a avut în prima jumătate al secolului XVII o pondere destul de mare în Țara Românească. | Complexul Național Muzeal „Curtea Domnească”, Târgoviște | Cimec    |
|      | Sfântul Nicolae                                                          | Datare: Ante 1688 Școală: Țara Românească Dimensiuni: 93,5 x 59,8 x 4 cm Material: tempera pe lemn                                                                | Pe fondul de aur al icoanei Sfântul Nicolae este redat într-un jilț care ocupă un loc însemnat în cadrul compoziției, prefigurând prin aceasta ponderea acordată reprezentării jilțurilor în pictura brâncovenească a icoanelor. Forma jilțului bancheta dreaptă și spătarul ușor curbat precum și discreta decorație a acestuia cu delicate motive vegetale, constituie elemente care încadrează lucrarea în a doua jumătate a secolululi al XVII-lea. Veșmântul episcopal pe care îl poartă (polistavrion) redat grafic, omoforul și stiharul alb constituie particularități în pictura traditională de icoane din Țara Românească și pot fi puse pe seama influenței moldovenești (pictura influențată la rândul ei de pictura rusă). Trăsăturile chipului sunt redate conform tradiției (transmisă prin erminii) este modelat într-o subtilă gamă de ocruri, de la brun –verzui la ocru-roz, accentele de lumina fiind puse cu blicuri albe printr-o pensulație fină de miniaturist. Aceleași calități artistice dovedește zugravul și la modelarea chipurilor lui Iisus Hristos și Maicii Domnului redați de mici dimensiuni în colțurile de sus: Iisus Hristos îi oferă Evanghelia iar Maica Domnului omoforul. Remarcăm și la această icoană prepararea similară a panoului, același tip de decor vegetal, aceeași ambianță cromatică, același tip de scriere. În concluzie, atât stilistic, cât și ca mod de execuție icoana este pereche cu Sfânta Treime fiind lucrate de același zugrav. | Complexul Național Muzeal „Curtea Domnească”, Târgoviște | Cimec    |
|      | Iisus Hristos Pantocrator                                                | Datare: Ante 1688 Școală: Țara Românească Dimensiuni: 92 x 67,3 x 4 cm Material: tempera pe lemn                                                                  | Dimensiunea blatului și modul similar de preparare cu a celorlalte două icoane împărătești (nr. 1 și 2) și anume: trei scânduri prinse pe verso cu două traverse semi îngropate, pe față cu rama lată marginite de ciubuce, ne îndreptățesc să afirmăm că icoana Iisus Pantocrator face parte din ansamblul icoanelor împărătești a tâmplei de la Corbii Mari fiind repictată în ulei în secolul al XIX-lea. Razant sub stratul pictural în ulei poate fi pe alocuri observată pictura originală. Este necesară o radiografie. S-ar putea să se fi păstrat pictura originală în mare măsura sub actuala repictare care este modestă ca execuție. Iisus Pantocrator este redat bust pe fondul albastru cer al icoanei. Binecuvântează cu dreapta iar în stânga ține globul puterii; este înveșmântat cu chiton roșu și himation albastru. Trăspturile chipului său sunt diferite față de tradiția postbizantină de icoane, fiind modelate potrivit concepției picturii occidentale de șevalet, acceptată de biserica ortodoxă în secolul al XIX-lea. | Complexul Național Muzeal „Curtea Domnească”, Târgoviște | Cimec    |
|      | Maica Domnului cu Pruncul - Hodighitria                                  | Datare: Ante 1688 Școală: Țara Românească Dimensiuni: 93 x 66,5 x 4,5 cm Material: tempera pe lemn                                                                | Pe fondul albastru cer al icoanei, Maica Domnului este redată până mai jos de mijloc; cu mâna stânga ține Pruncul iar cu dreapta îl indică. Iisus copil binecuvântează cu dreapta iar cu stânga ține globul puterii; Fecioara este înveșmântată cu rochie albastră și maforion roșu iar Iisus copil chiton albastru și himation roșu; în jurul capetelor poartă aureole. Execuția artistică este mediocră. Tipologia și modelul chipurilor precum și drapajul veșmintelor este executat potrivit picturii occidentale de șevalet cum se practică deja în secolul XIX. Sub stratul de ulei pot fi întrezărite inciziile în grund de la aureolele personajelor și la maforionul Maicii Domnului. Este necesară o radiografie pentru a se vedea cât s-a păstrat din vechea pictură sub actuala repictare în ulei. | Complexul Național Muzeal „Curtea Domnească”, Târgoviște | Cimec    |
|      | Nașterea Maicii Domnului                                                 | Datare: Ante 1688 Școală: Țara Românească Dimensiuni: 46 x 34 x 2,9 cm Material: tempera pe lemn                                                                  | Din șirull praznicarelor păstrate din vechea pictură a tâmplei bisericii din Corbii Mari (Jud. Dâmbovița) se numără și icoana Nașterii Maicii Domnului. Compoziția redă scena obișnuită; Sfanta Ana culcată, asistată de o slujnică, primește trei tinere femei care-i aduc de mâncare, în apropiere aflându-se și Ioachim. În partea de jos a compoziției apar episoadele cunoscute: baia copilului în dreapta și alături în stânga Maria prunc într-un leagăn vegheată de o femeie care toarce. Compoziția este echilibrată de grupul de arhitecturi redate în fundal proiectate pe auriul fundalului. Surprindem și la aceasta icoana desenul miniatural în realizarea chipurilor personajelor, știința modelajului acestora, precum și a execuției drapajului veșmintelor. Decorația vegetală, fină, prezintă pe fațadele arhitecturale din fundal dovedește apetența zugravului spre decorativ, chiar dacă acest lucru – cum este cazul de față – nu tulbură încă echilibrul compozițional și cromatic al întregii lucrări. Modul de preparare al panoului începe cu rama lată, suprainalțată față de câmpul icoanei, este un procedeu ce ține și el de vechea tradiție a picturii de icoane. | Complexul Național Muzeal „Curtea Domnească”, Târgoviște | Cimec    |
|      | Intrarea în biserică a Maicii Domnului                                   | Datare: Ante 1688 Școală: Țara Românească Dimensiuni: 46 x 34,3 x 3 cm Material: tempera pe lemn                                                                  | Sărbătoarea „Intrarea Maicii Domnului în biserică” este ultima din seria praznicelor împărătești introdusă în cult. Tema își are originea în identificarea simbolică a Maicii Domnului cu Biserica, ea însăși fiind lăcașul lui Dumnezeu. Ilustrarea temei este făcută după Evangheliile apocrife. Astfel, Maria, copil, este însoțită la Templu de părinții săi, redați într-o atitudine de smerenie, cu capetele plecate și mâinile întinse spre ea, în gest de închinare a copilei lui Dumnezeu. În spatele lor este grupul celor 7 fecioare cu lumânari aprinse în mâini într-o atitudine solemnă și pioasă în același timp. Grupul tinerelor fete redat în mișcare sugerează în același timp și o anume animație sufletească. Pe fondul auriu se proiectează arhitecturi convenționale și două baldachine pe care sunt înfășurate velumm-uri roșii. Într-un turn este redată Fecioara Maria copil. Fațadele edificiilor sunt decorate cu delicate motive vegetale, prezente și la alte icoane din catapeteasmă. Regăsim și la această icoană aceleași trăsături stilistice în ceea ce privește compoziția, tipologia, cromatica și modul de execuție al panoului, remarcându-se cu deosebire expresivitatea chipurilor personajelor redate, dovedind mâna aceluiași zugrav talentat care a executat pictura întregii tâmple de la Corbii Mari. | Complexul Național Muzeal „Curtea Domnească”, Târgoviște | Cimec    |
|      | Buna Vestire                                                             | Datare: Ante 1688 Școală: Țara Românească Dimensiuni: 46 x 34,6 x 3 cm Material: tempera pe lemn                                                                  | Scena se desfășoară pe fundalul unor arhitecturi înalte, redate convențional, grupate simetric la stânga și la dreapta, unite de un zid mai scund, pictat cu gri. Un velum roșu se desfășoară în părțile înalte ale edificiilor. În prim plan, în dreapta, stând în picioare, în fața unei banchete, este redată Fecioara Maria în poziție statică, ținând cu mâna dreaptă un fus si cu stânga un scul auriu de lână. În fața sa, într-o atitudine avântată, tocmai oprit din zbor (o aripă o ține în sus, alta în jos), Arhanghelul Gavriil cu dreapta face gestul alocuțiunii, iar cu stânga ține toiagul, simbolul vestitorului. Penajul aripilor este redat cu roșu-ocru, alb, oliv. Mantia sa cutată, învolburată de zbor, este pictată cu ocru-roz-violaceu, drapajul fiind executat cu nuanțe mai închise și mai deschise din aceeași culoare. Fecioara poartă tradiționala rochie albastră cu galon de aur peste care este drapat maforionul roșu vișiniu, având cele 3 stele aurii. Scena Bunei Vestiri este redată după formula veche palestiniană în care Fecioara este redată torcând, însă în cazul de față, nu stă pe banchetă, ci în picioare, în fața ei, primind vestea adusă de Arhanghel. Întreaga execuție a picturii icoanei dovedește opera unui zugrav talentat, autorul picturii catapetesmei de la Corbii Mari. | Complexul Național Muzeal „Curtea Domnească”, Târgoviște | Cimec    |
|      | Nașterea Domnului                                                        | Datare: Ante 1688 Școală: Țara Românească Dimensiuni: 46 x 34,5 x 3 cm Material: tempera pe lemn                                                                  | Zugravul respectă iconografia ortodoxă, care îmbină într-o singură reprezentare mai multe episoade: nașterea, vestirea păstorilor, închinarea magilor și îndoiala lui Iosif. Pe fundalul auriu al icoanei se profilează munți stilizați, pictați cu brun-deschis; în centru, o grotă unde Fecioara Maria este redată îngenuncheată, în poziție de adorare a Pruncului, așezat în iesle și încălzit de răsuflarea unui bou și a unui cal. Din cerul deschis, îngerii privesc către Mesia și vestesc nașterea sa păstorilor prezenți, întruchipând poporul, care-l preaslăvesc cântând din fluier. Raza Sfântului Duh străbate din cer și se oprește deasupra Pruncului în semn de recunoaștere a lui Mesia, Magii repezentând neamurile, călăuziți de stea, se închină Pruncului aducând daruri. Axa cer - pământ cu mișcarea sa descandentă, este ilustrată de zugrav prin prezentarea cerului deschis de îngeri și raza Sfântului Duh care coboară spre Prunc și Fecioara Maria, în timp ce pământul, cu cele lumești, este redat de Iosif gânditor care discută cu un păstor, precum și de cele două femei care pregătesc baia copilului. Compoziția echilibrată, desenul miniatural, modelul chipurilor și cromatica sunt similare cu cele din icoanele precedente cu care este în serie. | Complexul Național Muzeal „Curtea Domnească”, Târgoviște | Cimec    |
|      | Întâmpinarea Domnului                                                    | Datare: Ante 1688 Școală: Țara Românească Dimensiuni: 46,8 x 34,5 x 3,2 cm Material: tempera pe lemn                                                              | Sărbătoarea „Întâmpinarea Domnului” ilustrează evenimentul biblic care are loc la 40 de zile de la Nașterea Mântuitorului. Pe fundalul auriu al icoanei se profilează arhitecturi redate convențional și doi chiparoși. Compoziția „clasică” a scenei înfățișează interiorul unei biserici. Sub un baldachin pictat cu ocru sprijinit pe coloane verzi de care este prinsă o perdea roșie – dvera – se află Sfanta Masă – ciboriumul – pe care se află o carte închisă.în dreapta, Simion în picioare primește cu mâinile voalate, din brațele Mariei, pe Pruncul Iisus. Gestul său este simbolic: Pruncul trecut pe deasupra mesei întruchipează „Jertfa” sa pentru omenire: „Acest copil va mântui lumea”. În partea opusă, în stânga Fecioara Maria este urmată de Proorocita Ana și de Ioachim. Gesturile și pozițiile corpurilor personajelor redate sugerează mișcarea și o anume animație dar și solemnitatea profundă a momentului invocat. Cromatica este asemenea cu aceea de la icoanele precedente. Aceleași asemănări se disting și la tipologia personalelor, modeleului și la drapajul veșmintelor. | Complexul Național Muzeal „Curtea Domnească”, Târgoviște | Cimec    |
|      | Schimbarea la față                                                       | Datare: Ante 1688 Școală: Țara Românească Dimensiuni: 46,3 x 43,6 x 3 cm Material: tempera pe lemn                                                                | Schimbarea la Față ilustrează una din cele mai importante învățături ortodoxe referitoare la vederea lui Dumnezeu făcut Om. Scena clasică îl înfățișează pe Iisus Hristos flancat de Moise și Ilie așezați pe crestele unor munți stâncoși, stilizați dupa tipic. În centrul compoziției Iisus Hristos, în picioare pe muntele Tabor, este înconjurat de o mandorla pictată cu verde – oliv cu raze ocru – alb. De la piciorele sale tâznește lumina necreeată a Taborului în forma de trei raze lovind pe cei trei apostoli – Petru, Ioan și Iacob prăvăliți la pământ în momentul schimbării sale în haine de Lumină. Scena este marcată de un narativism accentuat subliniat prin cele trei episoade ilustrate: Iisus Hristos urcând muntele urmat de cei trei apostoli, prăvălirea la pământ a acestora la vederea transformării sale in lumina si coborarea lor grabita urmati de Iisus Hristos, chipurile lor exprimand, spaima, uimire, mirare. La realizarea scenei zugravul a reușit cu mare pricepere să redea firescul gesturilor apostolilor prăvăliți la pământ. De asemenea se remarcă acuratețea realizării chipurilor tratate miniatural, măestria redării drapajului veșmintelor, atenția acordată detaliului decorativ. Întreaga compoziție și execuție a icoanei denotă mâna unui zugrav talentat. | Complexul Național Muzeal „Curtea Domnească”, Târgoviște | Cimec    |
|      | Intrarea în Jerusalim (Duminica Floriilor)                               | Datare: Ante 1688 Școală: Țara Românească Dimensiuni: 46 x 34,5 x 3 cm Material: tempera pe lemn                                                                  | Duminica Floriilor se prăznuiește cu o săptămână înaintea Paștelui, comemorând intrarea triumfătoare a lui Iisus Hristos în Ierusalim, prefigurând Patimile ce vor urma. Compoziția scenei este riguros simetrică, axul de simetrie formându-l copacul (din care un copil taie ramuri înfrunzite) și Iisus Hristos pe un asin, așezat cu fața spre apostolii care-l urmează și cu spatele către mulțimea (poporul Ierusalimului) care-l aclamă, întâmpinându-l cu flori și ramuri înverzite. Echilibrul compoziției este subliniat de munții stâncoși, redați convențional în stânga scenei și de arhitecturile convenționale (cetatea Ierusalimului) care apare în dreapta compoziției. De remarcat asemănările existente între modul de redare a florilor și copacilor cu reprezentări similare din pictura moldovenească din vremea Movileștilor. Pictura praznicarului dovedește aceleași calități ca și icoanele precedente analizate care provin din tâmpla bisericii din Corbii Mari (jud. Dâmbovița) în ceea ce privește desenul, cromatica, precum și execuția panoului icoanei. | Complexul Național Muzeal „Curtea Domnească”, Târgoviște | Cimec    |
|      | Învierea lui Lazăr                                                       | Datare: Ante 1688 Școală: Țara Românească Dimensiuni: 46,5 x 34,5 x 3 cm Material: tempera pe lemn                                                                | Esta una din icoanele praznicare, serie cu precedentele, tema fiind prezentă în șirul icoanelor din tâmplă. Copmpoziția este cea cunaoscută: pe un fundal cu stânci redate convențional, între care se zărește zidul cetății în fața căruia apare un grup de privitori, în stânga, Iisus Hristos urmat de apostoli, poruncește lui Lazăr să iasă din mormânt. În partea opusă lui Iisus Hristos, la intrarea în grota, este redat Lazar înviat; un personaj dă la o parte lespedea mormântului iar altul îi desface fesile. Mulțimea a rămas înmărmurită la vederea minunii, iar surorile lui Lazăr, Marta și Maria se prosternează la picioarele lui Iisus Hristos. Numărul ceva mai mare al asistenței, apariția unor momente episidice și accentuarea gesturilor ce exprimă uimirea sunt elemente ce prevestesc deja o anumită apetență a zugravilor din sec XVII spre narativ, spre ilustrarea episoadelor adiacente temei principale. Întreaga ambianță a icoanei (și în special tipologia chipurilor personajelor), apropie cel mai mult pictura acestui praznic de pictura moldovenească de la inceputul sec al XVII - lea, așa cum a mai fost evidențiată și la icoana precedentă. | Complexul Național Muzeal „Curtea Domnească”, Târgoviște | Cimec    |
|      | Învierea Domnului (Coborârea la Iad)                                     | Datare: Ante 1688 Școală: Țara Românească Dimensiuni: 46 x 35 x 3 cm Material: tempera pe lemn                                                                    | Icoana înfățișează Învierea Domnului sub forma Coborârii la Iad, potrivit Troparului (Anastasis). Astfel, scena îl redă pe Iisus Hristos în picioare, ușor întors spre stânga sa, înconjurat de o mandorlă albastru întunecat, străbătută spre exterior de raze aurii. Este înveșmântat cu un himation roșu, faldurile vesmântului subliniind poziția corpului. El calcă în picioare porțile sfărâmate ale Iadului și îi salveaza din împărăția morții , ridicându-i de mâini la lumină pe Adam (bătrân, cu plete și barba albe) și pe Eva, înveșmântată cu un maforion roșu. Iisus este asistat de ceata drepților (prooroci, sfinți), grupați în spatele său, la stanga și la dreapta. Compozitia este riguros simetrică. Iisus Hristos în mandorlă formează axul de simetrie, echilibrul compoziției fiind dat de grupurile de sfinți din dreapta și stânga sa și de munții stilizați convențional, redați în fundal în dreapta și stânga imaginii. Știința compoziției, desenul fin miniatural, modeleul chipurilor și expresivitatea acestora, virtuozitatea realizării faldurilor veșmintelor sunt calități pe care le regăsim și la realizarea picturii prăznicarului. | Complexul Național Muzeal „Curtea Domnească”, Târgoviște | Cimec    |
|      | Înălțarea                                                                | Datare: Ante 1688 Școală: Țara Românească Dimensiuni: 46,5 x 34,5 x 3 cm Material: tempera pe lemn                                                                | Înălțarea Domnului este una dintre compozițiile cele mai stabile ale iconografiei ortodoxe. Deși ilustrează un moment din viața lui Iisus Hristos – Înălțarea sa la Cer după Înviere – scena are mai multe sensuri simbolice. Iisus reprezentat în glorie în registrul superior, în mandorla, susținută de doi îngeri înălțându-se la Cer, este o aluzie la A Doua Venire, martorii fiind apostolii așezați în registrul inferior. Prezența Maicii Domnului între apostoli atesta calitatea sa de Theotokos. Axul pământ - cer, cu mișcarea sa ascendentă, este ilustrat de Iisus Hristos în slavă, purtat de îngeri la cer și de Maica Domnului pe pământ, ca instrument al Întrupării. Scena se desfășoară pe fundalul unor munți stilizați, în fundal fiind redați copaci cu coroane stufoase. Fecioara Maria în poziția de Orantă este flancată de câte un înger înveșmântat în alb și de apostoli grupați câte șase. De remarcat chipurile expresive ale apostolilor și gesturile animate ale acestora care exprimă mirare, uimire, meditație, adorare. Modeleul chipurilor este asemănător cu cel al icoanelor precedente, la fel și gama cromatică cu dominante de roșu și albastru de mai multe nuanțe, ocru, alb, auriu și violet. Deși personajele sunt redate într-o dinamică centrală, se păstrează totuși ordinea și echilibrul compoziției de tradiție bizantină. | Complexul Național Muzeal „Curtea Domnească”, Târgoviște | Cimec    |
|      | Pogorârea Sfântului Duh                                                  | Datare: Ante 1688 Școală: Țara Românească Dimensiuni: 46,7 x 34 x 3 cm Material: tempera pe lemn                                                                  | La cincizeci de zile de la Învierea Domnului, biserica ortodoxă prâznuiește Cincizecimea sau Pogorârea Sfântului Duh. Scena îi reprezintă pe cei 12 apostoli așezați pe banchete, în semicerc. În fundal, arhitecturi convenționale pictate cu ocru, gri și violet se profilează pe auriul fondului icoanei. Peste acoperișuri, turnuri și ziduri sunt redate velum-uri roșii învolburate și frumos drapate. Sus, în centru, cerul deschis redat cu albastru, din care pornesc raze radiare care coboară pe creștetele apostolilor așezați în semicerc. De remarcat că aceștia nu au limbi de foc deasupra capetelor lor, așa cum apar de regulă în ilustrarea scenei. Emoția puternică trăită de apostoli în acel moment de neliniște, de așteptare și tensiune este redată de zugrav prin vizibila mișcare și animație care i-a cuprins, adeverindu-se vorbele lui Iisus Hristos la Înălțare că va rămâne cu ei până la sfârșitul veacurilor. În partea de jos a compoziției, Cel Vechi De Zile (sau Cronos), personificarea timpului sub forma unui personaj încoronat, ține la piept un ștergar în care se află cele 12 suluri cu învățăturile Sfintei Evanghelii. Făcând parte din șirul praznicarelor tâmplei de la Corbii Mari, regăsim și la această lucrare trăsături stilistice comune legate de compoziția și întreaga execuție a lucrării. | Complexul Național Muzeal „Curtea Domnească”, Târgoviște | Cimec    |
|      | Iisus Hristos                                                            | Datare: Ante 1688 Școală: Țara Românească Dimensiuni: 51,5 x 30 x 2,8 cm Material: tempera pe lemn                                                                | Deasupra șirului icoanelor praznicare apare Cinul Apostolilor sau Marea Deisis (Rugăciune) în care sunt prezentați apostolii care se roagă pentru neamul omenesc, rugăciune adresată lui Iisus Hristos, în calitatea sa de Judecător. De regulă, Iisus Hristos este flancat de intercesori: Maica Domnului și Sfântul Ioan Botezătorul. Iisus Hristos este icoana centrală a Cinului Apostolilor. El este reprezentat stând în jilț, cu Evanghelia și binecuvântând. Textul Evangheliei (Matei 25,34) precum și redarea celor 12 apostoli așezați în jilțuri, conform iconografiei Judecății de Apoi, fac trimitere la semnificația eshatologică a scenei, reprezentarea dobândind astfel calitatea de Marea Deisis (Rugăciune). În jurul capului, Iisus Hristos are aureolă crucigera. În cazul de față, jilțul pe care stă are o formă ce ține de tradiție (bancheta dreaptă, decorația fiind realizată cu hașuri aurii). În aceeași tradiție se înscriu și veșmintele sale, chiton roșu și himation albastru, drapate după tipic. Trăsăturile chipului, cu ovalul prelungit al feței, cu bărbia ușor ascuțită și ochii apropiați de rădăcina nasului, relevă o serie de particularități care amintesc de tipologia personajelor din pictura moldovenească. Fondul icoanei este auriu. Arcul centrat sub care este reprezentat va constitui o caracteristică pentru pictura de icoane din Țara Românească în perioada brâncovenească, în reprezentările apostolilor din tâmple, alcătuind împreună reprezentarea Marea Deisis. | Complexul Național Muzeal „Curtea Domnească”, Târgoviște | Cimec    |
|      | Maica Domnului                                                           | Datare: Ante 1688 Școală: Țara Românească Dimensiuni: 50,7 x 30 x 2,8 cm Material: tempera pe lemn                                                                | Maica Domnului și Sfântul Ioan Botezatorul, redați în picioare, în stânga și în dreapta lui Iisus Hristos stând în jilț, evocă rolul lor de intercesori ai neamului, de intermediari între omenire și divinitate în momentul Judecății de Apoi. Fecioara este redată în picioare, pe fond auriu sub un arc centrat într-o atitudine de învocare, cu capul plecat și mâna stângă întinsă spre Iisus Hristos. Cu dreapta ține un filacter cu o inscripție în limba slavă: „Bucură-te chipul...”. Ea poartă rochie albastră și maforion roșu – vișiniu. Drapajul este realizat după tipic în cute unghiulare redate cu nuanțe mai închise și mai deschise din aceeași culoare. Tipologia chipului este apropiată de icoanele brâncovenești, modeleul fiind realizat mai pictural. Chipul blând, cu umbrele ochilor realizate în forma triunghiulare (tipică pentru pictura brâncovenească) îi imprimă o notă de tristețe. | Complexul Național Muzeal „Curtea Domnească”, Târgoviște | Cimec    |
|      | Sfântul Ioan Botezătorul                                                 | Datare: Ante 1688 Școală: Țara Românească Dimensiuni: 51 x 30 x 2,8 cm Material: tempera pe lemn                                                                  | Sfântul Ioan Botezătorul, este unul dintre intercesori. El este reprezentat în picioare, desculț purtând camilafcă și pe deasupra o mantie pictată cu ocru. Cu mâna dreaptă face un gest de rugă spre Iisus Hristos (spre care este întors), iar cu stânga ține un filacter în limba slavona: „Pocăiți-vă, că se apropie judecata împărătească”. Fundalul este aurit, terminat în partea de sus sub forma de arc centrat, iar în partea de jos icoana este pictată cu verde întunecat. Și în acest caz remarcăm acuratețea execuției picturii, atât în ceea ce privește desenul miniatural al trăsăturilor chipului său, al redării veșmintelor (blana de capră) cât și modeleul feței, mâinilor și picioarelor sfântului, pictate într-o nuanțată gamă de ocru. La tipologia chipului Sfântului Ioan Botezătorul surprindem unele trăsături care amintesc de pictura moldovenească. La aceasta se adaugă scrisul cu litere înalte, elegant grafiate, caracteristic scrisului de pe icoanele moldovenești de la sfârșitul secolului al XVI-lea și începutul secolului al XVII-lea. | Complexul Național Muzeal „Curtea Domnească”, Târgoviște | Cimec    |
|      | Apostolul Pavel                                                          | Datare: Ante 1688 Școală: Țara Românească Dimensiuni: 51 x 30 x 2,8 cm Material: tempera pe lemn                                                                  | Apostolul Pavel face parte din Cinul Apostolilor din tâmpla. Este redat ușor întors spre dreapta sa, așezat într-un jilț, sub un arc centrat (jilțul este de aceeași factură cu cel de la Iisus Hristos). Și acest mod de redare al apostolilor (în jilț sub un arc centrat) va deveni o caracteristică pentru pictura brâncovenească de icoane. El sprijină cu ambele mâini evanghelia închisă, ferecată în aur și decorată cu pietre și perle. Apostolul Pavel poartă chiton verde oliv și himation violaceu, cu drapajul executată după tipic. Este reprezentată conform tradiției – un bărbat matur cu trăsături regulate, chipul sau fiind modelat cu deosebită știință într-o nuanțată gamă de ocruri, accentele de lumină fiind puse cu blicuri fine, albe; la fel ca la icoanele precedente, desenul miniatural al chipului precum și măestria drapajului, denotă mâna aceluiași zugrav, autorul întregii picturi de la Corbii Mari. | Complexul Național Muzeal „Curtea Domnească”, Târgoviște | Cimec    |
|      | Apostolul Marcu                                                          | Datare: Ante 1688 Școală: Țara Românească Dimensiuni: 51,3 x 30 x 3 cm Material: tempera pe lemn                                                                  | Apostolul Marcu înveșmântat cu chiton roșu și himation albastru este reprezentat la fel ca ceilalți apostoli stând în jilț – modelul desenul și decorul fiind aproape identic la toate icoanele cu apostoli. Bancheta și supendaneum-ul sunt pictate cu violet. Este redat cu capul ușor întors spre stânga sa; cu ambele mâini sprijină în poală Evanghelia având o ferecătură aurie decorată cu perle și pietre. Chipul său, cu trăsături regulate și privirea serioasă este modelat cu mare măestrie într-o subtilă gamă de ocruri, accentele de lumină fiind puse cu blicuri albe fine. Același desen fin, miniatural îl regăsim și la modelarea șuvițelor de păr. Valoarea picturii este dată de expresivitatea figurii Apostolului Marcu, de acuratețea desenului, de știința drapajului și echilibrul cromatic. | Complexul Național Muzeal „Curtea Domnească”, Târgoviște | Cimec    |
|      | Apostolul Matei                                                          | Datare: Ante 1688 Școală: Țara Românească Dimensiuni: 51 x 29,8 x 3 cm Material: tempera pe lemn                                                                  | Face parte din șirul apostolilor. Este reprezentat așezat într-un jilț cu spătarul simplu, curbat, decorat la fel ca la precedentele icoane. Ușor răsucit spre stânga sa, Apostolul Matei este orientat spre Isus Hristos, redat în centrul frizei cu apostoli.Înveșmântat în chiton albastru și himation roșu, el ține cu mâna stânga Evanghelia cu scoarțele legate în piele, iar cu dreapta o ridică. Este redat conform iconografiei: un bărbat matur, cu părul și barba încărunțite (șuvițele de păr sunt fin modelate cu alb și ocru roșcat). Chipul său este ușor oval, nasul drept, ferm, ușor acvilin, ochii mari, rotunjiți, are umbrele pleoapelor trase spre tâmple. Modelul executat cu deosebită măiestrie într-o nuanțată gamă de ocruri, are părțile luminate pictate cu ocru – roz și blicuri fine albe. | Complexul Național Muzeal „Curtea Domnească”, Târgoviște | Cimec    |
|      | Apostolul Luca (din Cinul Deisis)                                        | Datare: Ante 1688 Școală: Țara Românească Dimensiuni: 50 x 30,3 x 2,9 cm Material: tempera pe lemn                                                                | Sfântul Apostol Luca este redat așezat într-un jilț cu bancheta dreaptă și spătarul ușor curbat, pictat cu ocru – roșu, iar hașurile sunt realizate cu roșu – vișiniu în două nuanțe. Bancheta și spătarul sunt prevăzute cu spații decupate susținute de colonete pictate cu ocru. Apostolul este orientat spre stânga sa, cu privirea serioasă. Cu mâna stânga ține Evanghelia închisă, sprijinită pe vertical în poală (este ferecată cu auriu și decorat cu cabosoane pictate cu roșu și verde). Cu mâna dreaptă, lăsată în jos, face semnul alocuțiunii. Poartă chiton albastru și himation roșu vișiniu. Cutele sunt realizate cu nuanțe mai închise și mai deschise din aceeași culoare, printr-o execuție spontană, cu îndemânare; cutele moi sugerează formele corpului și subliniază mișcările corporale. Apostolul ține piciorul stâng petrecut peste cel drept (picior peste picior). La picioare un supendaneum pictat în aceiași cromatică și având model ca la ceilalți apostoli. Chipul apostolului este pictat cu ocru, umbrele sunt redate cu ocru roșcat și roșu, iar părțile luminoase cu ocru deschis și puncte albe la nas, frunte și pomeți. | Complexul Național Muzeal „Curtea Domnească”, Târgoviște | Cimec    |
|      | Apostolul Ioan                                                           | Datare: Ante 1688 Școală: Țara Românească Dimensiuni: 50,5 x 30 x 2,8 cm Material: tempera pe lemn                                                                | Compoziție similară cu precedentele. Sfântul Apostol Ioan, sub un arc centrat pe fundal auriu, stă așezat înr-un jilț de aceiași factură cu cele din icoanele serie cu aceasta. Are capul ușor întors înspre dreapta sa; cu ambele mâini sprijnă pe genunchi Evanghelia închisă (cu coperți ferecate și decorate cu pietre colorate). Este redat conform iconografiei, pleșuv, cu părul, barba și mustățile albe (modelate în șuvițe delicate, pictate cu brun roșcat), cu fața ovală, cu fruntea înaltă și nasul ușor acvilin. Modeleul chipului este executat într-o gama de ocru, de la brun roșcat și roșu pentru umbre, până la ocru-roz pentru părțile luminate. Accentele sunt redate grafic cu blicuri fine albe. Veșmintele sale, chiton verde și himation roșu-vișiniu, sunt drapate dupa tipic. | Complexul Național Muzeal „Curtea Domnească”, Târgoviște | Cimec    |
|      | Apostolul Andrei                                                         | Datare: Ante 1688 Școală: Țara Românească Dimensiuni: 51,5 x 27,5 x 2,8 cm Material: tempera pe lemn                                                              | Apostolul Andrei este așezat pe o banchetă orientat ușor spre dreapta sa. Este înveșmântat într-un chiton roșu cu loros auriu cu perle pe margini și stihar verde. Cu mâna stânga ține un rotulus iar cu dreapta îl indică pe Iisus Hristos reprezentat în icoana centrală. Apostolul Andrei este redat bătrân, cu plete albe care-i cad pe umeri, modelate cu ocru brun; la fel sunt modelate barba și mustața. Chipul apostolului este ușor pătrat cu nasul drept mic și ferm, ochii puțin alungiți, sprâncenele scurte și ușor arcuite. Modeleul deosebit de fin este realizat într-o gamă de ocruri, punctele de lumină fiind executate prin blicuri albe. De remarcat și la acestă icoană deosebită știință în draparea himationului, cutele acestuia cad firesc, ușor molatec, fără însă să se abată de la tipic. Modeleul fin și expresivitatea chipului denotă calitățile artistice ale zugravului, autorul picturii tâmplei de la Corbii Mari. | Complexul Național Muzeal „Curtea Domnească”, Târgoviște | Cimec    |
|      | Apostolul Toma                                                           | Datare: Ante 1688 Școală: Țara Românească Dimensiuni: 50,3 x 30 x 2,8 cm Material: tempera pe lemn                                                                | Sub un arc cintrat pe un fundal auriu, Apostolul Toma este redat într-un jilț (bancheta dreaptă și spătar roșu, curbat), decorat cu un șir de mici colonete și hașuri aurii. Apostolul este orientat spre dreapta sa; în mâna stăngă ține un rotulus, iar cu dreapta indică spre Isus Hristos aflat în centrul șirului de apostoli. Este înveșmântat cu chiton verde, cu loros auriu brodat cu pietre colorate și himation roșu, cutele fiind executate dupa tipic cu nuanțe mai inchise sau mai deschise din aceiași culoare. Chipul sau de tânăr, imberb, este pictat cu ocru, modeleul fiind făcut cu treceri gradate de la umbră redată cu brun-verzui (oliv) până la ocru deschis pentru lumini. Umbrele sunt puse cu roșu la obraji și în frunte, iar accentele de lumină cu blicuri albe, fine la sprâncene, nas, gură și frunte. De remarcat desenul fin al trăsăturlor chipului – ochi, nas, sprâncene, precum și la modelarea în șuvițe a părului sau castaniu. | Complexul Național Muzeal „Curtea Domnească”, Târgoviște | Cimec    |
|      | Apostolul Bartolomeu                                                     | Datare: Ante 1688 Școală: Țara Românească Dimensiuni: 50,8 x 30 x 2,8 cm Material: tempera pe lemn                                                                | Sfântul Bartolomeu este așezat într-un jilț cu banchetă dreapta, cu spătarul ușor curbat, pictat cu ocru-roșu și hașuri cu ocru-auriu. Apostolul este indreptat spre dreapta sa, cu mâna dreaptă îndoită din cot, iar cu palma în sus îl indică pe Iisus Hristos, iar cu stânga ține la piept un rotulus. Ambele picioare se sprijină pe un supendaneum. Veșmintele sale, chiton roșu-vișiniu și himation albastru, au cutele realizate cu deosebită măiestrie, conform tradiției picturii postbizantine și subliniază corect forma corpului. Modeleul este realizat în aceeiași manieră ca la precedentele icoane. Chipul este expresiv, fața senină, serioasă. Părul ca o calotă este pictat cu brun deschis, cu suvițe modelate cu brun inchis. Unele trăsături tipologice — linia ochilor, fruntea înaltă și lățită în dreptul tâmplelor și moodeleul realizat mai pictural într-o gamă de ocruri mai inchise amintesc vag de pictura rusească de icoane. | Complexul Național Muzeal „Curtea Domnească”, Târgoviște | Cimec    |
|      | Apostolul Iacob                                                          | Datare: Ante 1688 Școală: Țara Românească Dimensiuni: 51 x 29,6 x 2,8 cm Material: tempera pe lemn                                                                | Așezat pe banchetă, orientat spre stânga sa, Apostolul Iacob ține cu ambele mâini Evanghelia închisă, sprijinită pe genunchi (ferecătura aurie și caboșoane verzi și roșii). Dacă tipologia chipului și drapajul veșmintelor sunt tratate după tipic, conform tradiției picturii de icoane, modeleul figurii și execuția cutelor veșmintelor este puțin diferită față de genul miniatural întțlnit la icoanele precedente. Modeleul chipului expresiv al apostolului este executat cu aceeași gamă de ocruri, dar cu treceri mai puțin nuanțate de la umbre la lumini, accentele de lumină fiind puse aici cu tușe mai groase, diferit de blicurile fine întâlnite la celelalte icoane. În același mod sunt pictate mâinile și picioarele apostolilor. Cutele veșmintelor, corect redate, sunt trasate cu tușe mai groase și modelate asemănător picturii murale, fără detaliile tipice picturii miniaturale. Este posibil ca pictura tâmplei să fi fost executată de doi zugravi (de obicei se lucra în echipă), folosind însă aceleași caiete de model, care imprimau unitate ansamblului pictat. Se constată unele stângăcii la execuția desenului banchetei, jilțului — mare și greoaie — care deranjază puțin echilibrul compozițional al icoanei. | Complexul Național Muzeal „Curtea Domnească”, Târgoviște | Cimec    |
|      | Apostolul Simon                                                          | Datare: Ante 1688 Școală: Țara Românească Dimensiuni: 51 x 30 x 2,8 cm Material: tempera pe lemn                                                                  | Apostolul Simon face parte din Cinul Apostolilor din tâmplă. Compoziția: sub un arc centrat, apostolul este așezat în jilț, ușor întors spre dreapta sa, ținând cu mâna dreaptă Evanghelia închisă, sprijinită pe genunchi. Cu stanga indică cu degetul pe Iisus Hristos, icoana sa aflandu-se în centrul șirului cu apostoli. Poartă un chiton verde și himation violet deschis, cutele veșmintelor fiind realizate după tipic. Este pleșuv, părul scurt la spate și barba rotunjită sunt pictate cu alb și modelate cu brun-roșcat. Chipul oval are trăsături frumoase și regulate: ochii mari și rotunzi, nasul drept și ferm, gura mică, roșie. Modeleul este executat cu mare virtuozitate. | Complexul Național Muzeal „Curtea Domnească”, Târgoviște | Cimec    |
|      | Apostolul Filip                                                          | Datare: Ante 1688 Școală: Țara Românească Dimensiuni: 50,5 x 30 x 2,9 cm Material: tempera pe lemn                                                                | Apostolul Filip este redat stând în jilț, sub un arc centrat, pe fundal auriu. Este orientat spre stânga sa. Cu mâna dreaptă sprijină pe genunchi Evanghelia închisă (cu scoarțe legate în piele), iar mâna stângă, îndoită din cot, o ține la obraz. Este invesmantat cu chiton verde și himation roșu aprins, cu trapajul executat după tipic. Are figura unui tânăr, imberb, cu fața ovală și fruntea înălțată în dreptul tâmplelor. Părul îl are scurt, castaniu.Trăsăturile regulate ale chipului — ochii rotunzi și mari, nasul drept, gura mică — sunt desenate miniatural. Modeleul feței și mâinilor, foarte reușit, este executat aproape pictural, într-o nuanțată gamă de ocruri. | Complexul Național Muzeal „Curtea Domnească”, Târgoviște | Cimec    |
|      | Iconostas                                                                | Datare: Ante 1688 Școală: Țara Românească Descoperit: Corbii Mari, Țara Românească Material: Lemn sculptat, ajurat, relief plat, grund, aurit, pictură în tempera | Deasupra ușilor împărătești se află un arc trilobat, fixat între coloanele care delimitează compartimentul destinat ușilor împărătești. Suprafața piesei este decorată într-un relief plat cu un motiv compus din vrejuri într-o desfășurare șerpuitoare de care sunt prinse frunze și fructe de acant și zambile. Sus, la colțuri, în câte un medalion format din vrej, este sculptată o pasăre, cu capul întors spre stânga (respectiv) spre dreapta, cigulind un fruct de rodie. Marginea trilobată este tivită de un feston ajurat compus din fleuroni. | Complexul Național Muzeal „Curtea Domnească”, Târgoviște | Cimec    |
|      | Iconostas                                                                | Datare: Ante 1688 Școală: Țara Românească Descoperit: Corbii Mari, Țara Românească Material: Lemn sculptat, ajurat, relief plat, grund, aurit, pictură în tempera | La fel ca la ușile imparatesti, arcul trilobat se află deasupra ușii diaconesti. Are decorația similară cu a arcului de deasupra ușilor împărătești: de formă dreptunghiulară cu una dintre laturi in formă de arc trilobat, tivit cu o decorație ajurată de fleuroni. Este decorată pe toată suprafața cu un motiv vegetal compus din vrejuri meandrice, flori și frunze de acant. Relieful este ceva mai accentuat și se păstrează urme de poleială. Se păstrează fragmentar, într-o stare înaintată de degradare. | Complexul Național Muzeal „Curtea Domnească”, Târgoviște | Cimec    |
|      | Iconostas                                                                | Datare: Ante 1688 Școală: Țara Românească Descoperit: Corbii Mari, Țara Românească Material: Lemn sculptat, ajurat, relief plat, grund, aurit, pictură în tempera | Registrul icoanelor cu apostoli era format din 15 cadre, delimitate de 16 colonete și dintr-o friză sculptată în relief, compusa din 15 arcade în plin centru, tivite cu motive ajurate. Colonetele lipsesc în totalitate, iar din arcadele în plin centru se mai păstrează șase, din care două doar parțial, într-o stare avansată de degradare. Arcadele păstrate sunt compuse din două fragmente. Decorul vegetal al arcadelor este alcătuit din flori ample de bujor care alternează cu frunze dispuse în buchet. Se mai păstrează din poleiala inițială. | Complexul Național Muzeal „Curtea Domnească”, Târgoviște | Cimec    |